# Serge Chaloff
Serge Chaloff (Boston, Massachusetts, 24 november 1923 – aldaar, 16 juli 1957) was een Amerikaanse baritonsaxofonist. Chaloff was de eerste belangrijk bebop baritonsaxofonist en speelde dynamische improvisaties.
Chaloff was de zoon van de pianist van de Boston Symphony Orchestra, Julius Chaloff, en pianiolerares Margaret Chaloff, die les gaf aan Berklee College of Music. Hij studeerde aanvankelijk zelf piano en klarinet, maar koos uiteindelijk voor de baritonsaxofoon, waarbij Harry Carney en Jack Washington zijn voorbeelden waren. Hij debuteerde als musicus in 1939 bij Tommy Reynolds en speelde daarna bij Stinky Rogers (1941/1942), Shep Fields (1943), Ina Ray Hutton (1945), Boyd Raeburn en Georgie Ault. In 1945 werd hij bekend als saxofonist bij Jimmy Dorsey. Het jaar daarop sloot hij zich aan bij de tweede band van Woody Herman (Second Herd), waar hij in de saxofoonsectie speelde met Stan Getz, Zoot Sims en Herbie Steward, bekend geworden als 'the Four Brothers'.
In 1947 maakte hij met Red Rodney, Earl Swope, George Wallington, Curley Russell en Tina Kahn zijn eerste opnamen als bandleider. Vanwege zijn heroïneverslaving werd hij in de jaren erna in de jazz gemeden, omdat hij niet op optredens verscheen of slecht speelde.
In 1950 speelde Chaloff in New York met pianist Bud Powell en Earl Swope, waarvan geen opnamen bestaan. In 1952 keerde hij terug naar Boston, waar hij met Richard Twardzik werkte. Hij trad op in de Steve Allen Show en werd de leider van een houseband van een jazzclub. In 1954 nam hij met Herb Pomeroy en Charlie Mariano het album 'The Fabel of Mabel op' en een jaar later verscheen een plaat met altsaxofonist Boots Mussulli.
In 1956 nam hij in Los Angeles met Sonny Clark, Leroy Vinnegar en Philly Joe Jones zijn belangrijkste plaat op, 'Blue Serge'. Vanwege een tumor in zijn wervelkolom zat Chaloff in een rolstoel. Aan deze tumor is hij uiteindelijk ook overleden.

## Discografie
- Boston 1950 (radio-opnamen)
- The Fable of Mable, 1954
- Serge Chaloff and Boots Mussulli, 1954
- Boston Blow-up, 1955
- Serge Chaloff, 1955
- Blue Serge, 1956

- Bibsys: 3005738
- Bibliothèque nationale de France: cb13892352c (data)
- Gemeinsame Normdatei: 121249190
- International Standard Name Identifier: 0000 0000 7364 5070
- Library of Congress Control Number: n91088201
- MusicBrainz: 7f09eb46-bf82-4ebe-911b-e3276a628d56
- Nationale Bibliotheek van Tsjechië: ola2002159357
- Nederlandse Thesaurus van Auteursnamen: 073629766
- Istituto Centrale per il Catalogo Unico: UBOV525864
- SNAC: w66z1d0p
- Système universitaire de documentation: 156870584
- Virtual International Authority File: 19864843
- WorldCat: E39PBJxxfY7vxyRFrRTtQKWdQq